# Sân bay Fort St. John
Sân bay Fort St. John (IATA: YXJ, ICAO: CYXJ) hay Sân bay North Peace, là một sân bay ở Fort St. John, British Columbia, Canada. Đơn vị vận hành là North Peace Airport Services Ltd (một đơn vị thuộc Vancouver International Airport Authority). Năm 2004, YXJ phục vụ 96.000 lượt khách với khoảng 45.000 lượt chuyến.

## Các hãng hàng không và các tuyến bay
- Air Canada
  - Air Canada Jazz (Vancouver)
- Central Mountain Air (Dawson Creek, Edmonton, Fort Nelson, Prince George)
- North Cariboo Air